# Consejo General de Colegios Farmacéuticos
El Consejo General de Colegios Farmacéuticos es una corporación de derecho público que ostenta la representación de los farmacéuticos colegiados españoles a nivel nacional e internacional, cuyo funcionamiento está regulado y amparado en la Ley de Colegios Profesionales.
Se trata de un organismo que agrupa a los 52 colegios profesionales de farmacéuticos en España.
Entre sus funciones está la representación institucional de la profesión farmacéutica a través de la organización colegial ante las Administraciones y Entidades públicas de ámbito estatal y supraestatal; cooperar con los poderes públicos en la promoción de la salud y prevención de la enfermedad y colaborar con la Administración sanitaria, a nivel estatal, en la formulación de la política sanitaria de atención farmacéutica y uso racional de los medicamentos y productos sanitarios, mediante acciones de colaboración en la educación, información y promoción de estos productos, así como de cuantas otras cuestiones que afecten a las atribuciones o competencias profesionales de los farmacéuticos.
En España, el número de farmacéuticos colegiados es de 79.288 profesionales a 31 de diciembre de 2022, según datos del Instituto Nacional de Estadística, de los cuales el 71,9% son mujeres.

## Historia
El 22 de noviembre de 1915 se publicó en Gazeta de Madrid, publicación precursora del Boletín Oficial del Estado, la Real Orden del Ministerio de la Gobernación de 20 de noviembre de 1915 por la que nace la Unión Farmacéutica Nacional, origen del Consejo General de Colegios Farmacéuticos.
A través de esta Real Orden se otorga a la Unión Farmacéutica Nacional la categoría de corporación oficial y se le designa como interlocutora de la Profesión con el Estado. La publicación recoge que la Unión Farmacéutica Nacional es el “organismo consultivo del Estado, representativa y coordinadora de los Colegios adheridos”. 
La primera Junta Directiva de la Unión Farmacéutica Nacional estuvo presidida por el farmacéutico de Toro, (Zamora) Eugenio Piñerúa y Álvarez; uno de los promotores de su creación junto con el farmacéutico Obdulio Fernández.
En el año 1938 se deja la denominación de Unión Farmacéutica Nacional y se cambia por el nombre de Consejo General de Colegios Oficiales de Farmacéuticos.
El 22 de noviembre de 2015 se celebra el centenario de la institución, haciendo público el logo y cartel conmemorativo de la efeméride con el lema de “A tu lado compartiendo salud, historia e infinitos momentos”.

## Presidentes del Consejo General de Colegios Farmacéuticos
Etapa Unión Farmacéutica Nacional 1915-1938
- Primer presidente. Eugenio Piñerúa y Álvarez

Etapa Consejo General Colegios Farmacéuticos 1938 – actualidad
- Leonardo Gutiérrez Colomer, (Julio 1939 - septiembre 1942)
- Paulino Borrallo Nueda, (Febrero 1943 - mayo 1945)
- Ramón Furrientes, (Octubre 1945 - noviembre 1945)
- Jaime Rosello - Presidente en funciones, (Noviembre 1955 - enero 1956)
- Alberto García Ortíz (Enero 1956 - enero 1967)
- Mario Jiménez Fernández - Presidente electo, (Enero 1967 - dimite un día antes de la toma de posesión)
- Ramiro Rueda Fernández - Presidente en funciones, (Enero - junio 1967)
- Guillermo Folch Jou, (Junio 1967 - abril 1968)
- Ernesto Marco Cañizares, (abril de 1968 - julio de 1988)
- Pedro Capilla Martínez, (Julio 1988 - julio 2009)
- Carmen Peña López, (Julio 2009 - junio 2015)
- Jesús Aguilar Santamaría, (Junio de 2015 - actualidad)

## Órganos de gobierno

### Asamblea General de Colegios Farmacéuticos
La Asamblea General de Colegios es el órgano supremo del Consejo General de Colegios Farmacéuticos. Está constituido por el comité directivo y los presidentes de los 52 Colegios Oficiales de Farmacéuticos de España.
Las decisiones son adoptadas por un sistema de voto ponderado, en función del número de colegiados por colegio. Tienen voz en la Asamblea dos representantes que asistan por parte de cada colegio provincial, si bien únicamente tiene voto el presidente de cada colegio provincial.

### Pleno del Consejo General
El Pleno del Consejo General de Colegios Farmacéuticos es el órgano de gobierno de la profesión. Está formado por el comité directivo, por un representante de las 17 comunidades autónomas más las ciudades autónomas de Ceuta y Melilla y por los representantes de las vocalías nacionales de sección.
Vocalías nacionales
Las vocalías nacionales de sección representan las diversas modalidades de ejercicio profesional. Está compuesto por 11 vocalías: alimentación, análisis clínicos, dermofarmacia, distribución, farmacia hospitalaria, industria farmacéutica, investigación y docencia, oficina de farmacia, óptica oftálmica y acústica audiométrica, ortopedia y titulares.

### Comité Directivo
Es el órgano de dirección, gestión y administración del Consejo General de Colegios Farmacéuticos.
El comité directivo está compuesto por:
- Presidente: Jesús Aguilar Santamaria
- Vicepresidente 1º: Jordi de Dalmases Balañá
- Vicepresidente 2º: Juan Pedro Rísquez
- Vicepresidente 3º: Marta Galipienzo
- Secretaria General: Raquel Martínez García
- Tesorera: Rita de la Plaza Zubizarreta
- Contador: Manuel Ángel Galván

## Funciones
El Consejo General de Colegios Oficiales de Farmacéuticos de España tiene sus funciones establecidas en el artículo 9º de la Ley de Colegios Profesiones, 2/1974, de 13 de febrero, y en su Reglamento aprobado por Orden de 16 de mayo de 1957 y sus modificaciones por Reales Decreto 1774/1979 de 22 de junio; 616/1982, de 17 de marzo y 249/1985, de 23 de enero.
Entre las funciones del Consejo General se encuentran:
- La ordenación y defensa de la profesión en el ámbito estatal, ante las instituciones similares de la Unión Europea y en el ámbito internacional.
- Elaborar y aprobar el Estatuto General de colegios y someterlo a la aprobación del Gobierno, así como el Estatuto del Consejo General.
- Aprobar sus presupuestos y fijar el régimen de ingresos y gastos del Consejo General, así como aprobar su memoria anual.
- Procurar la formación permanente, continuada y especializada de los profesionales farmacéuticos.
- Participar en la elaboración de los planes de estudio conducentes a la obtención del Título de Grado en Farmacia así como en los estudios de especialización farmacéutica, en las actividades de formación continuada y en la definición de la carrera profesional del Farmacéutico.
- Designar los representantes de la profesión en los consejos, comisiones, organismos consultivos de la Administración General del Estado y Organismos Internacionales o Supranacionales.
- Establecer un registro central de profesionales farmacéuticos colegiados.
- Velar por el prestigio de la profesión farmacéutica.

## Distinciones recibidas
- Gran Cruz de la Orden Civil de Sanidad. 2022.[7]
- Gran Cruz de la Orden de Santa María de España (Murcia) a la Profesión Farmacéutica por su labor en la pandemia. [8]